# Arenetra rufipes
Arenetra rufipes là một loài tò vò trong họ Ichneumonidae.